# Jozef Neuhuys

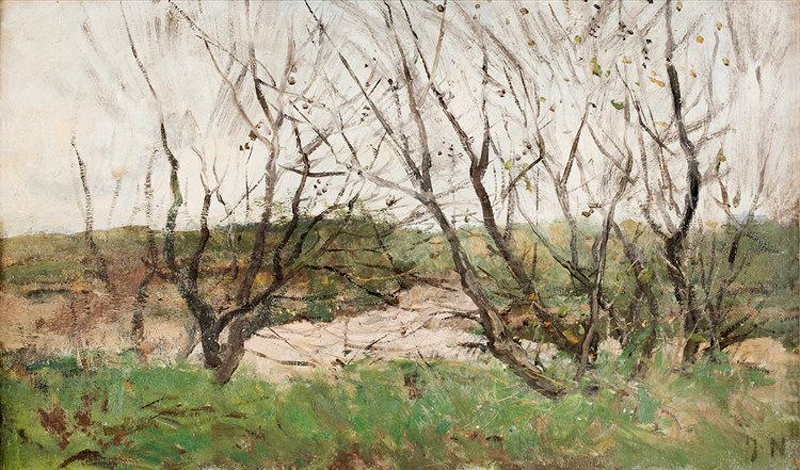
Dünenlandschaft

Jozef Hendrik Neuhuys (* 7. April 1841 in Utrecht; † 6. Dezember 1889 in Warmond) war ein niederländischer Landschaftsmaler.
Joseph Hendrikus Neuhuys war Schüler seines älteren Bruders Albert Neuhuys und der Koninklijke Academie voor Schone Kunsten van Antwerpen. Nach dem Studium beschäftigte er sich fast ausschließlich mit der Landschaftsmalerei.
Er lebte und arbeitete von ca. 1870 bis 1875 in Utrecht, Antwerpen, Amsterdam, Den Haag bis 1884, Kralingen bis 1886, Rotterdam bis 1888, dann in Warmond. Von 1872 bis 1889 nahm er an Ausstellungen in Den Haag, Amsterdam, Rotterdam usw. teil.
Seine Brüder Jan Antoon Neuhuys (1832–1891) und Johannes Albert Neuhuys (1844–1914) waren ebenfalls Maler.